# Belinda Halloran
Belinda Halloran (* 5. Juni 1976 in Canberra als Belinda Cheney) ist eine ehemalige australische Duathletin, Triathletin und zweifache Ironman-Siegerin (2001 und 2005). 

## Werdegang
Belinda Cheney begann bereits mit elf Jahren im internationalen Triathlongeschehen und erreichte 1995 in der Junioren-Klasse den dritten Rang bei der Triathlon-Weltmeisterschaft.
Sie startete 2000 in Südafrika bei ihrem ersten Triathlon auf der Langdistanz (Ironman: 3,86 km Schwimmen, 180,2 km Radfahren und 42,195 km Laufen). 2001 gewann sie beim Ironman Malaysia und 2005 konnte sie diesen Erfolg wiederholen.
Belinda Halloran lebt mit ihrem Mann Grant und den beiden Töchtern in Sydney.

## Sportliche Erfolge
| Datum/Jahr    | Rang | Wettbewerb                                        | Austragungsort | Zeit     | Bemerkung                                                     |
| ------------- | ---- | ------------------------------------------------- | -------------- | -------- | ------------------------------------------------------------- |
| 25. Feb. 2007 | 7    | OTU Long Distance Triathlon Oceania Championships | Huskisson      | 04:28:38 |                                                               |
| 19. Nov. 2006 | 13   | ITU Triathlon Long Distance World Championships   | Canberra       | 07:35:42 |                                                               |
| 27. Feb. 2005 | 1    | Ironman Malaysia                                  | Langkawi       | 10:36:03 | Belinda Halloran konnte hier ihren Sieg aus 2001 wiederholen. |
| 22. Mai 2005  | 6    | Ironman Japan                                     | Gotō-Inseln    |          |                                                               |
| 2003          | 4    | Ironman Switzerland                               | Zürich         |          |                                                               |
| 18. Mai 2003  | 3    | Ironman Japan                                     | Gotō-Inseln    |          |                                                               |
| 25. Aug. 2002 | 2    | Ironman Korea                                     | Seogwipo       |          |                                                               |
| 31. Jan. 2001 | 1    | Ironman Malaysia                                  | Langkawi       | 09:44:12 |                                                               |
| 5. Feb. 2000  | 3    | Ironman South Africa                              | Port Elizabeth |          |                                                               |
| 11. Juli 1999 | 17   | ITU Triathlon Long Distance World Championships   | Säter          | 07:03:27 | Triathlon-Weltmeisterschaft auf der Langdistanz               |
| 22. Aug. 1996 | 6    | ITU Triathlon World Championship Junior Women A   | Cleveland      | 02:08:13 |                                                               |
| 12. Nov. 1995 | 3    | ITU Triathlon World Championship Junior Women     | Cancún         | 02:12:48 |                                                               |

(DNF – Did Not Finish)